# Sechszehnmorgen
Sechszehnmorgen ist ein ehemaliger Wohnplatz im heutigen Stadtteil Hebborn der Stadt Bergisch Gladbach  im Rheinisch-Bergischen Kreis.

## Lage und Beschreibung
Der Hof Sechszehnmorgen lag in der Gegend der heutigen Johannesstraße mit 16 bergischen Morgen Land. Von den alten Gebäuden ist nichts mehr vorhanden.

## Geschichte
Der Ort war Teil der Bürgermeisterei Bergisch Gladbach im Kreis Mülheim am Rhein.
| Jahr | Einwohner | Wohn- gebäude | Kategorie      |
| ---- | --------- | ------------- | -------------- |
| 1845 | 11        | 1             | einzelnes Haus |
| 1871 | 31        | 4             | Hofstelle      |
| 1885 | 5         | 1             | Wohnplatz      |

Nach 1885 wird der Ort nicht mehr aufgeführt.